# Barend van der Meer

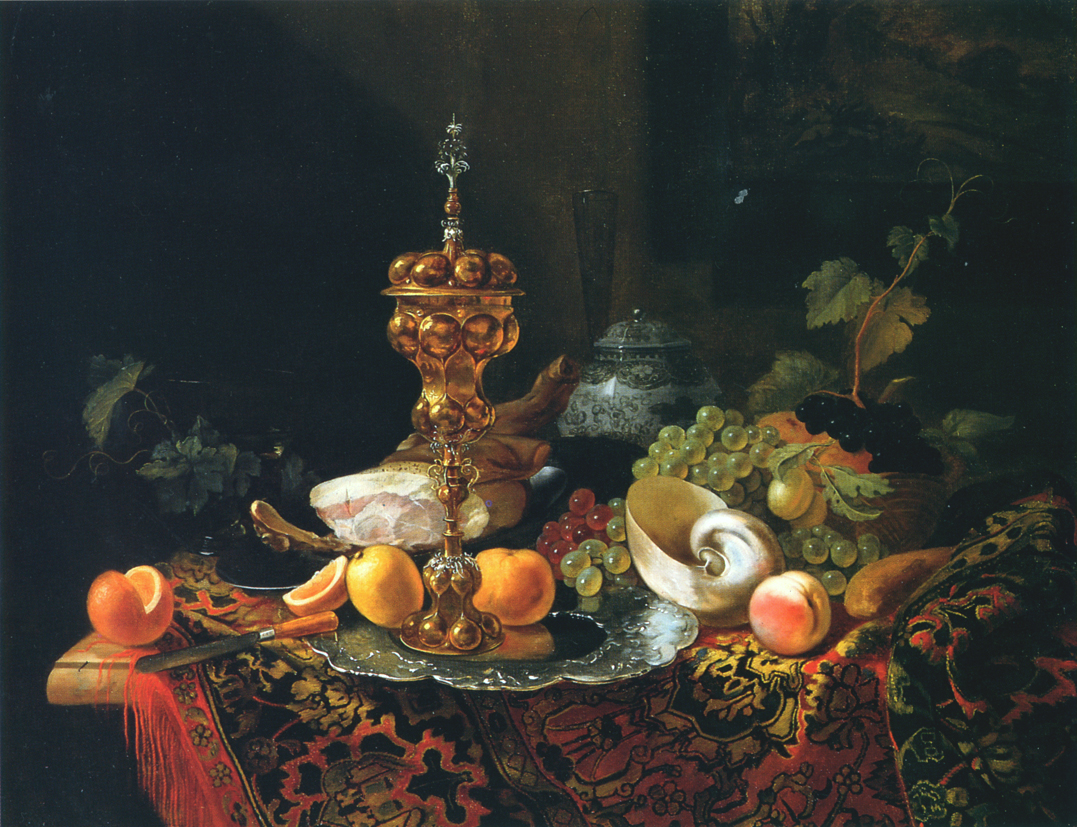
Natura morta con frutta e calice, collezione privata

Barend van der Meer (Haarlem, marzo 1659 – 1692 circa) è stato un pittore olandese.

## Biografia
Figlio del pittore di paesaggi Jan Vermeer van Haarlem il Vecchio, fu battezzato il 20 marzo 1659. Si specializzò nella natura morta, probabilmente alla bottega di Juriaen van Streeck. Dal 1681 fu nella Gilda di San Luca di Haarlem e più tardi fu attivo prevalentemente ad Amsterdam, dove morì verso il 1692 e comunque non oltre il 1703.
Il suo catalogo di opere, ispirate spesso da Willem Kalf, non è molto vasto ed è composto soprattutto da composizioni di frutta con vasellame prezioso, di solito poste su ripiani marmorei coperti da tappeti orientali. Spesso compaiono anche figure umane o animali nello sfondo, una caratteristica tipica della natura morta fiamminga. Viene di solito considerato come l'ultimo esponente di rilievo della natura morta ad Amsterdam al finire del Secolo d'oro olandese.